# Хабиб, Хади
Хади Хабиб (англ. Hady Habib, араб. هادي حبيب‎; род. 21 августа 1998, Хьюстон) — ливанский профессиональный теннисист, до 2018 года выступавший за США. Победитель четырёх турниров ATP Challenger (1 — в одиночном разряде) и двенадцати турниров ITF (10 — в одиночном разряде); участник Олимпийских игр 2024 года.
Хабиб с 2015 года представляет Ливан на Кубке Дэвиса, где его рекорд W/L составляет 24-14.

## Общая информация
Родился 21 августа 1998 года в Хьюстоне, в штате Техас, в США.
Хабиб является ливанцем иранского происхождения, и имеет двойное гражданство США и Ливана, а играет за Ливан.

## Спортивная карьера
В 2018—2023 годах стал победителем десяти турниров ITF в одиночном разряде.
И в 2017—2022 годах стал победителем ещё двух турниров ITF в парном разряде.

### 2024—2025
В 2024 году стал победителем одного турнира категории ATP Challenger в одиночном разряде и трёх турниров ATP Challenger в парном разряде.
В июле 2024 года он квалифицировался на Олимпийские игры в Париже для участия в парном турнире вместе с Бенджамином Хассаном, где они в первом круге проиграли австралийцам Мэттью Эбдену и Джону Пирсу со счётом 6-7, 2-6, — которые в итоге стали Олимпийскими чемпионами в парном разряде.
На Олимпиаде он также участвовал в одиночном разряде как альтернативный игрок (заменил кого-то из поздно снявшихся с турнира игроков), где в первом круге проиграл испанцу Карлосу Алькарасу со счётом 3-6, 1-6, — в итоге завоевавшему серебро Олимпиады.
В начале января 2025 года стал победителем квалификации, в финале квалификации победив француза Клемана Шидеха со счётом 6-4, 3-6, 7-6, и впервые вышел в основную сетку одиночного разряда турнира Большого шлема Открытого чемпионата Австралии. Где он в первом круге победил китайца Бу Юньчаокэтэ со счётом 7-6(4), 6-4, 7-6(6), став первым ливанцем, выигравшим матч на турнире «Большого шлема», но во втором круге проиграл французу Юго Эмберу со счётом 3-6, 4-6, 4-6.

## Рейтинг на конец года
| Год  | Одиночный рейтинг | Парный рейтинг |
| 2024 | 216               | 275            |
| 2023 | 302               | 703            |
| 2022 | 421               | 879            |
| 2021 | 569               | 1 075          |
| 2020 | 775               | 1 846          |
| 2019 | 734               | 1 493          |
| 2018 | 626               | 1 384          |
| 2017 | 1 055             | 1 119          |
| 2016 | 2 033             | —              |